# 庭 (機關)

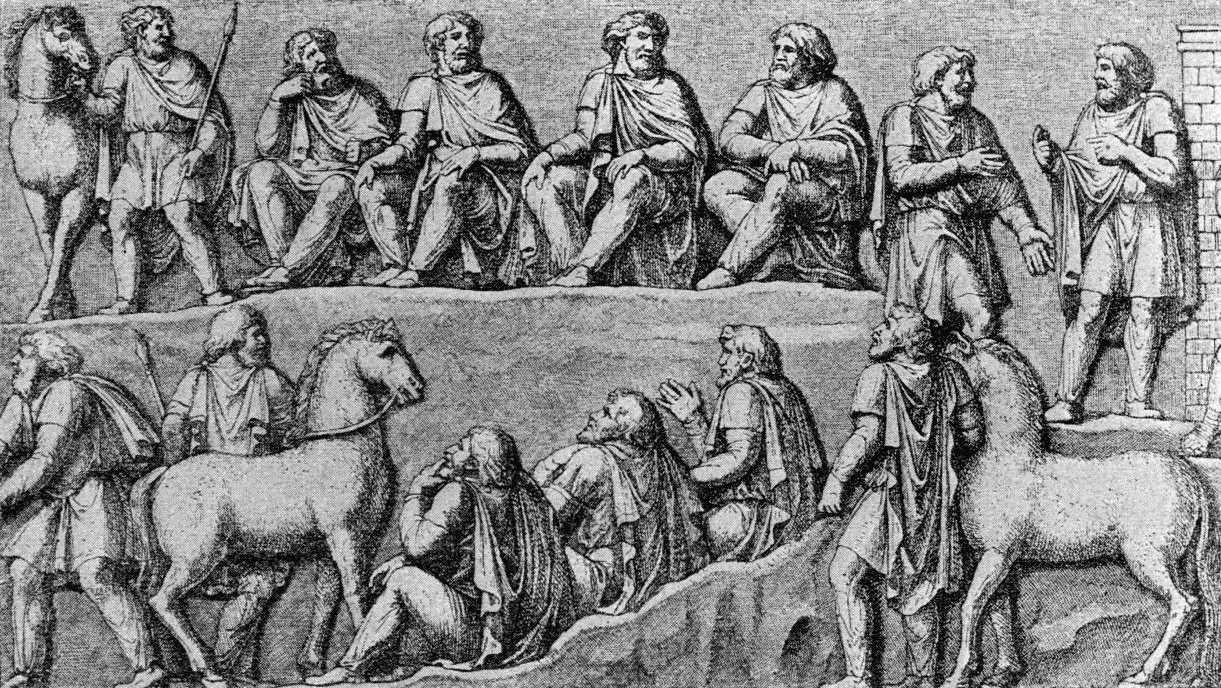
西元193年所立的馬可奧里略圓柱上的一副浮雕，刻有日耳曼人社會的「庭」的圖像

「庭」（英語：thing；古英語、古諾爾斯語和冰島語：þing；德語：Ding；荷蘭語：ding；現代斯堪地那維亞語言：ting）是日耳曼人社會中的一種政治議會，它後來亦被引入某些塞爾特人社會中。「庭」由其所屬社群的自由民組成，並由法律演講人（lawspeaker）主持，而「庭」的集會地點則稱為「庭址」（thingstead）。即便至今日，「庭」的這種用法依舊可見於一些北歐國家官方的立法機構、政治機構與司法機構的名稱當中，此詞在曼島語中的形式tyn亦可見於曼島的三個立法機構中；此外，英語中此詞的這種用法存留於英語的husting一詞當中。
在盎格鲁-撒克逊英格兰，民眾大會（英語：folkmoot或folkmote，此詞對應至現代挪威語的folkemøte）是由一個部落、一個社群或一個地區的所有自由民所組成的政治機構。民眾大會是贤人会议的前身，而贤人会议在某些方面則是現代英國國會的前身。
斯拉夫人社會當中的「為制會」（Veche）亦是由一個一般的機構發展成為立法機構的一種機構，且有論點認為，斯拉夫人的「為制會」是受到由瓦良格人帶入羅斯地區（基辅罗斯）的斯堪地那維亞式機構所直接啟發的。

## 語源
古諾爾斯語、古弗里西語和古英語的þing這個意為「議會」的詞，和現代英語的thing、德語的Ding、荷蘭語的ding和斯堪地那維亞語言的ting等這些意為「東西」的詞，有同源甚至前後繼承的關係。這些詞都源自原始日耳曼語的「*þingą」，而在原始日耳曼語中，「*þingą」的意思為「約定的時間」。有一些人認為「*þingą」源自原始印歐語中意為「伸展」的詞根「*ten-」，而「*þingą」的意思則可能即是取「議會伸展的時間」之意而來的。Thing這個詞的意思從「會議」變成「事物」的演化，和拉丁語意為「官司」的詞cause轉變成法語的chose，西班牙語、義大利語和加泰隆尼亞語的cosa，以及葡萄牙語coisa等羅曼語族諸語中意為「事物」的詞的演變有著相似性。
另外在日耳曼諸語中，除了與英語的thing同源的字外，另一個有類似意義的字眼，也就是挪威語和瑞典語的sak、丹麥語的sag、荷蘭語的zaak和德語的Sache（這些字和英語的sake同源），它們除了有「事物、東西」之意外，亦有「事務、事情」的意思。
現代英語的thing直接源自古英語的þing。在英語中，thing這個詞及其先祖的形式，在西元685至686年間被紀下時，其意為「會議」；之後在西元899年以前，開始被用以指稱生物、實體或事務等；然後在約西元1000年左右，開始被用以指稱行動、目的和事件等意；而thing這詞的現代含意，也就是且常常以眾數形出現的、指稱個人擁有的財產的這種含意，是自西元1300年左右開始在中古英語中出現的。

## 維京人和中世紀社會

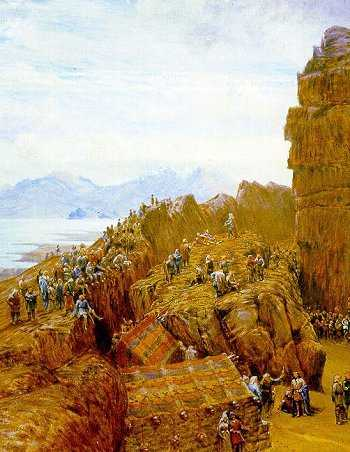
英國畫家W. G. Collingwood在1870年代繪製的開會中的冰岛议会的想像圖

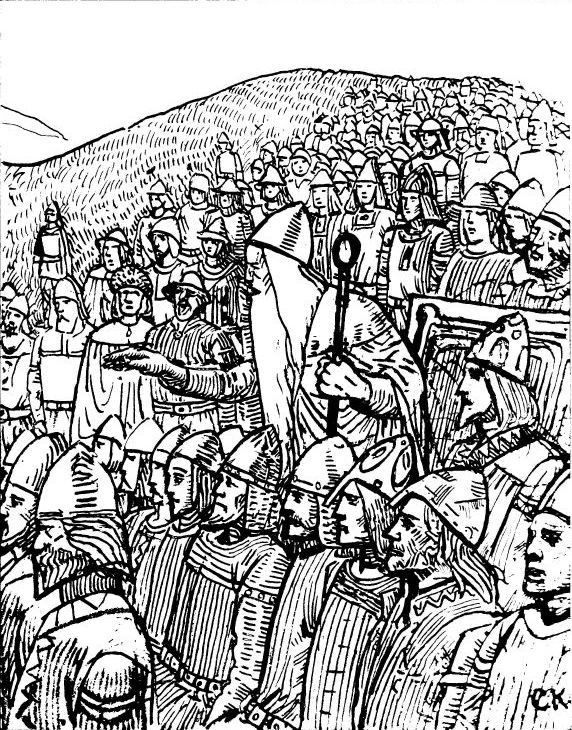
C. Krogh.所繪製的圖，圖中呈現了法律演講人托爾尼於1018年在老烏普薩拉（Gamla Uppsala）向瑞典國王展現他的力量。這位法律演講人不僅逼使瑞典國王奧洛夫·舍特康努格和他的敵人挪威國王奥拉夫二世和解，還逼該名瑞典國王將他的女兒送給該名挪威國王做老婆。

在前基督教時代的斯堪地那維亞部落文化中，一個部族的成員有義務為一個死去或受到傷殘的親人「討公道」，為了減少這樣的做法所帶來的部落間的世代仇恨及避免社會失序，一個用以平衡的機構便因應而生。而從北日耳曼人文化中，可以得知「庭」就是這樣的平衡機構，儘管在其他的日耳曼人社會和其他族群的社會中亦被認為有類似的會議存在。
「庭」是由一個國家、省份或百夫里的自由民組成的會議，也因此「庭」有等級之分，是故一個地方的「庭」會在省或國家等比較高層級的行政單位中有自己的代表。「庭」是解決爭端和進行政治決策的地方，而「庭」所舉行的地方也常是公眾宗教儀式和商業活動進行的場所。
「庭」定期召開，並肩負立法、選舉酋長和國王以及根據法律（法條由法律演講人記訟並在需要時誦出）進行審判等的工作。「庭」的交涉談判過程由法律演講人、酋長或國王引導。在實質上，「庭」由社群中最具影響力的人、部族領袖或富裕的家庭所主導，但在理論上，一人一票是原則。
坐落於滕斯贝格好家莊農場（Haugar，其名源自古諾爾斯語意為丘陵或小山的詞Haugr）的挪威西福尔郡好家莊庭（Haugathing）曾是挪威國王宣告登基的最重要的地方之一。在西元1130年，挪威國王哈拉尔四世在好家莊庭召開會議，而在該會議中，他被宣告當上國王。與挪威國王斯韦雷對抗的僭主西居爾·馬格努森亦是在西元1193年在好家莊庭被宣佈登基的；此外，马格努斯七世亦是在西元1319年八月時，在好家莊庭被宣佈成為繼承挪威與瑞典王位的國王的。
一個和「庭」相關的知名事件是法律演講人托爾尼告訴瑞典國王奧洛夫·舍特康努格說握有瑞典實權的是人民，而非國王，而國王在之後了解到他是沒有能力與「庭」對抗的，並有所退讓的故事。瑞典主要的「庭」有瑞典全民庭（古諾爾斯語(?)：allra Svía þing、Þing allra Svía、Disaþing或Kyndilþing）、耶阿特全民庭（瑞典語：Alla götars ting）和良家庭等。
在中世紀晚期時，哥得蘭島上曾有二十個「庭」，每個「庭」在歸屬於整個島的「島庭」（landsting）中都有代表，這些「庭」在「島庭」中的代表由這些「庭」選出的法官擔任。新的法律在「島庭」中決定，而「島庭」也負責做出各種將整個島視為一個整體的決策。在條頓騎士團於1398年入島後，「島庭」遭到腐蝕。在中世紀晚期時，哥得蘭島的「島庭」由代表農民、財產完全保有人和佃戶的12個代表組成。
「庭」的會議通常在一個特別指派的地點召開，通常這地點會是一座田園或公共土地，像冰岛议会過去的所在地辛格韦德利（þingvellir）就是一個例子。曼島的議會至今依舊以過去「庭」召開的地點，也就是Tynwald，做為其名稱，而tynwald和冰島語的þingvellir是同一個字。其他相若的地名亦可見於歐洲北部的其他地方，像蘇格蘭高地的Dingwall、奥克尼群岛和设德兰群岛的Tingwall及位於蘇格蘭西南方鄧弗里斯-加洛韋的Tinwald等皆為其例。在瑞典，有好幾個地方都名叫Tingvalla，而tingvalla正是Þingvellir在現代瑞典語中相對應的形式；而Þingvellir在挪威語中的相對應形式則可見於廷沃爾（Tingvoll）的地名中。在愛爾蘭首都都柏林當中，曾有一座名叫Thingmote的小丘，這座小丘高度有40英尺，周長有240英尺，而這座小丘是過去當地的諾爾斯人集會並制定法律的地方。直至1685年為止，都柏林的Thingmote這座小丘在河流之南都柏林城堡之旁的地方。
相似地，在英格蘭威勒爾半島上亦有一個地方名為Thingwall。

## 腳註與參照
1. 1 2 3  .   [2014-05-11]. （原始内容存档于2016-03-03）.
2. ↑  .   [2014-05-11]. （原始内容存档于2022-02-13）.
3. ↑  Barnhart, Robert K. The Barnhart Concise Dictionary of Etymology (1995) ISBN 0-06-270084-7
4. ↑  .   [2014-05-11]. （原始内容存档于2012-03-01）.
5. ↑  Definition at Writers events （页面存档备份，存于）.
6. ↑  Collin, James, Life in Old Dublin, James Duffy and Co., Dublin, 1913. Chapters of Dublin History （页面存档备份，存于）

## 外部連結
- Primitive Folk-Moots: Open-Air Assemblies in Britain - by George Laurence Gomme （页面存档备份，存于） Retrieved 2009-08-02
- Thingsites.com - Official website for the Northern European Thing sites  （英文）